# Liam Davies (snookerzysta)
Liam James Davies (ur. 28 czerwca 2006 w Tredegarze) – walijski zawodowy snookerzysta.

## Kariera
Podczas turnieju Snooker Shoot Out w 2019 roku został najmłodszym graczem, który wziął udział w turnieju rankingowym, mając zaledwie 12 lat.
Podczas Mistrzostw świata w 2022 Davies był najmłodszym graczem, który wygrał mecz na tym wydarzeniu – miał 15 lat i 277 dni. Oprócz pokonania Aarona Hilla, pokonał Fergala O'Briena, zanim przegrał w decydującym frejmie z Jordanem Brownem w przedostatniej rundzie kwalifikacyjnej.
W wyniku zajęcia wysokich miejsc w Q Tour 2020/21, pozwolono mu grać w turniejach kwalifikacyjnych do sezonu snookera zawodowego 2021/22. W sierpniu 2022 roku Davies wygrał trzy kolejne zawody juniorów, pokonując Bulcsú Révésza w mistrzostwach do lat 16 oraz Antoniego Kowalskiego w kategoriach do lat 18 i do lat 21. Został pierwszym graczem, który zdobył tytuły we wszystkich trzech kategoriach wiekowych w jednym roku. Davies jest niedosłyszący. Jest trenowany przez Lee Walkera.

## Występy w turniejach w karierze
| Ranking                    |               | [ i ]         | [ i ]         | [ i ]         |     | 76 |
| Ranking tournaments        |               |               |               |               |     |    |
| Championship League        | NR            | A             | A             | A             | RR  | RR |
| Xi'an Grand Prix           | nie rozegrano | nie rozegrano | nie rozegrano | nie rozegrano | LQ  |    |
| Saudi Arabia Masters       | nie rozegrano | nie rozegrano | nie rozegrano | nie rozegrano | 2R  |    |
| English Open               | A             | A             | A             | A             | LQ  |    |
| British Open               | NH            | A             | A             | A             | 2R  |    |
| Wuhan Open                 | nie rozegrano | nie rozegrano | nie rozegrano | A             | LQ  |    |
| Northern Ireland Open      | A             | A             | A             | A             | LQ  |    |
| International Championship | A             | nie rozegrano | nie rozegrano | A             | LQ  |    |
| UK Championship            | A             | A             | LQ            | LQ            | LQ  |    |
| Shoot Out                  | 1R            | 1R            | A             | 4R            | 3R  |    |
| Scottish Open              | A             | A             | A             | A             | LQ  |    |
| German Masters             | A             | A             | A             | A             | LQ  |    |
| Welsh Open                 | A             | LQ            | 1R            | 1R            | 1R  |    |
| World Open                 | A             | nie rozegrano | nie rozegrano | A             | LQ  |    |
| World Grand Prix           | DNQ           | DNQ           | DNQ           | DNQ           | DNQ |    |
| Players Championship       | DNQ           | DNQ           | DNQ           | DNQ           | DNQ |    |
| Tour Championship          | DNQ           | DNQ           | DNQ           | DNQ           | DNQ |    |
| World Championship         | A             | LQ            | LQ            | LQ            |     |    |

1. 1 2 3  Był amatorem.

| Legenda tabeli wyników              | Legenda tabeli wyników       | Legenda tabeli wyników                     | Legenda tabeli wyników                                                              | Legenda tabeli wyników                     | Legenda tabeli wyników                     |
| ----------------------------------- | ---------------------------- | ------------------------------------------ | ----------------------------------------------------------------------------------- | ------------------------------------------ | ------------------------------------------ |
| LQ                                  | odpadnięcie w kwalifikacjach | #R                                         | odpadnięcie we wczesnej fazie turnieju (WR = runda dzikich kart, RR = faza grupowa) | QF                                         | przegrana w ćwierćfinale                   |
| SF                                  | przegrana w półfinale        | F                                          | przegrana w finale                                                                  | W                                          | zwycięstwo                                 |
| DNQ                                 | nie zakwalifikował/a się     | A                                          | nie brał/a udziału                                                                  | WD                                         | zrezygnował/a w trakcie turnieju           |
| Legenda oznaczeń w tabelach wyników |                              |                                            |                                                                                     |                                            |                                            |
| NH / Nie roz.                       | NH / Nie roz.                | Turniej nie odbył się.                     | Turniej nie odbył się.                                                              | Turniej nie odbył się.                     | Turniej nie odbył się.                     |
| NR / Nie-rank.                      | NR / Nie-rank.               | Turniej nie był zaliczany jako rankingowy. | Turniej nie był zaliczany jako rankingowy.                                          | Turniej nie był zaliczany jako rankingowy. | Turniej nie był zaliczany jako rankingowy. |
| R / Rank.                           | R / Rank.                    | Turniej był zaliczany jako rankingowy.     | Turniej był zaliczany jako rankingowy.                                              | Turniej był zaliczany jako rankingowy.     | Turniej był zaliczany jako rankingowy.     |
| MR / Minor-Rank.                    | MR / Minor-Rank.             | Turniej był zaliczany jako minor ranking.  | Turniej był zaliczany jako minor ranking.                                           | Turniej był zaliczany jako minor ranking.  | Turniej był zaliczany jako minor ranking.  |

## Finały w karierze

### Finały amatorskie: 21 (17-4)
| Rezultat  |     | Rok  | Turniej                                      | Przeciwnik            | Wynik |
| --------- | --- | ---- | -------------------------------------------- | --------------------- | ----- |
| Zwycięzca | 1.  | 2019 | Welsh Under-14 Championship                  | Oliver Briffett-Payne | 3–0   |
| Zwycięzca | 2.  | 2019 | Welsh Under-16 Championship                  | Oliver Briffett-Payne | 3–0   |
| Zwycięzca | 3.  | 2019 | Welsh Under-18 Championship                  | Conor Caniff          | 3–0   |
| Finalista | 1.  | 2019 | Welsh Under-21 Championship                  | Tyler Rees            | 0–3   |
| Zwycięzca | 4.  | 2020 | Welsh Under-14 Championship                  | Riley Powell          | 3–0   |
| Zwycięzca | 5.  | 2020 | Welsh Under-16 Championship                  | Oliver Briffett-Payne | 3–2   |
| Zwycięzca | 6.  | 2020 | Welsh Under-18 Championship                  | Luke James            | 3–2   |
| Finalista | 2.  | 2020 | Welsh Under-21 Championship                  | Dylan Emery           | 0–3   |
| Zwycięzca | 7.  | 2022 | Welsh Under-18 Championship                  | Riley Powell          | 3–1   |
| Zwycięzca | 8.  | 2022 | Welsh Under-21 Championship                  | Brad Ferguson         | 3–1   |
| Zwycięzca | 9.  | 2022 | EBSA European Under-18 Snooker Championships | Leone Crowley         | 4–1   |
| Finalista | 3.  | 2022 | Welsh Amateur Championship                   | Darren Morgan         | 2–8   |
| Zwycięzca | 10. | 2022 | World Open Under-16 Snooker Championships    | Bulcsú Révész         | 4–2   |
| Zwycięzca | 11. | 2022 | IBSF World Under-18 Snooker Championship     | Antoni Kowalski       | 4–3   |
| Zwycięzca | 12. | 2022 | IBSF World Under-21 Snooker Championship     | Antoni Kowalski       | 5–1   |
| Zwycięzca | 13. | 2023 | Welsh Under-21 Championship                  | Riley Powell          | 3–0   |
| Zwycięzca | 14. | 2023 | IBSF World Under-17 Snooker Championship     | Riley Powell          | 4–0   |
| Zwycięzca | 15. | 2023 | IBSF World Under-21 Snooker Championship     | Alexander Widau       | 5–2   |
| Zwycięzca | 16. | 2023 | Q Tour – Event 1                             | Craig Steadman        | 5–2   |
| Finalista | 4   | 2023 | Q Tour – Event 2                             | Michael Holt          | 2–5   |
| Zwycięzca | 17. | 2024 | EBSA European Under-21 Snooker Championships | Antoni Kowalski       | 5–3   |